# André Ignace Mas
Pour les articles homonymes, voir Mas.
André Ignace Mas, né le 31 août 1765 à Perpignan (Pyrénées-Orientales), mort le 11 juin 1822 à Perpignan (Pyrénées-Orientales), est un militaire français de la Révolution et de l’Empire.

## États de service
Il entre en service le 4 novembre 1781, comme soldat au 38e régiment d’infanterie de ligne, et il se fait remarquer lors du siège de Genève en 1782. Il devient caporal le 24 mai 1784, sergent le 9 mars 1785, et il est congédié par ancienneté le 4 novembre 1789.
Le 15 novembre 1789, il est admis dans la Garde nationale soldée de Perpignan, et le 24 décembre 1791, il passe lieutenant dans le 1er bataillon de volontaires des Pyrénées Orientales. Il fait les campagnes de cette année-là aux armées du Midi et de Rhin-et-Moselle. Il reçoit son brevet de capitaine adjudant-major au 6e bataillon de volontaires de la Drôme le 26 novembre 1792, et celui de chef de bataillon le 1er septembre 1793.
Par suite de l’amalgame du 11 juillet 1793, il passe à la 11e demi-brigade d’infanterie légère, et le 30 novembre 1793, à la bataille de Kaiserslautern, encerclé par plusieurs escadrons ennemis qui le somment de se rendre, il parvient avec son bataillon à se faire un chemin à la baïonnette, et à rejoindre son régiment avec les 300 hommes qui lui restent. Lors du combat, il est atteint de 2 coups de sabre à la tête. Le 8 janvier 1796, son régiment devenu 10e demi-brigade d’infanterie légère lors du deuxième amalgame, il prend le commandement des tirailleurs lors de la bataille de Biberach le 2 octobre 1796. Après les avoir conduits à travers bois, jusqu’à la lisière où se trouvent plusieurs bataillons ennemis, il les charge à la baïonnette, et met le plus grand désordre dans ses rangs. Il reçoit à cette occasion une balle qui lui traverse la cuisse gauche.
En l’an VI et en l’an VII, il fait les guerres aux armées d’Angleterre et du Danube. Le 21 décembre 1798, il passe dans la 11e demi-brigade d’infanterie légère de nouvelle formation, avec laquelle il fait la campagne d’Italie, et il est nommé chef de brigade le 13 octobre 1799 de la 26e demi-brigade de ligne.
Le 22 avril 1800, il prend le commandement de la 3e demi-brigade d’infanterie légère, et il fait avec ce corps les guerres de l’an IX à 1807, en Italie. Du 6 avril au 19 juin 1800, il commande la ville et le fort de Gavi en Ligurie, assiégés par les Austro-Sardes, et il défend vaillamment ces deux postes confiés à sa garde, contre des forces supérieures en nombre, malgré le manque de vivres et de munitions.
Il est fait chevalier de la Légion d’honneur le 11 décembre 1803, officier de l’ordre le 14 juin 1804, et il est nommé électeur du département des Pyrénées-Orientales. Il est admis à la retraite le 20 août 1808, et il est créé chevalier de l’Empire le 15 mai 1810.
Il meurt le 11 juin 1822, à Perpignan.

## Dotation
- Le 17 mars 1808, donataire d’une rente de 500 francs sur le Monte Napoléone.

## Sources
- A. Lievyns, Jean Maurice Verdot, Pierre Bégat, Fastes de la Légion-d'honneur, biographie de tous les décorés accompagnée de l'histoire législative et réglementaire de l'ordre, Tome 3, Bureau de l’administration, 1844, 529 p. (lire en ligne), p. 321.
- « La noblesse d’Empire » (consulté le 6 mai 2016)
- Vicomte Révérend, Armorial du premier empire, tome 3, Honoré Champion, libraire, Paris, 1897, p. 199.
- Commandant G. Dumont, Bataillons de volontaires nationaux, (cadres et historiques), Paris, Lavauzelle, 1914, p. 274.